# Боголюбов, Иван Андреевич
Иван Андреевич Боголюбов (1831—1912) — генерал-лейтенант русской императорской армии; военный педагог, директор кадетских корпусов: 2-го Оренбургского и Псковского.

## Биография
Родился 27 февраля (11 марта) 1831 года. Происходил из дворян Харьковской губернии. Его младшие братья: генерал от инфантерии Андрей Андреевич (1841—1909); и полковник Генерального штаба Алексей Андреевич (1849—1881).
В 1848 году по окончании Петровского Полтавского кадетского корпуса был направлен для продолжения обучения в Дворянский полк, откуда выпущен корнетом в резервный эскадрон Вознесенского полка. Участвовал в Крымской войне.
В 1857 году началась его военно-педагогическая деятельность: 22 ноября он был прикомандирован в Петровский Полтавский кадетский корпус, а в 1859 году переведён в него. В 1861 году поступил в Николаевскую академию Генерального штаба, которую окончил в 1862 году по 2-му разряду и был прикомандирован к Орловскому кадетскому корпусу, где с 1864 году был воспитателем. В 1867 году был назначен воспитателем во 2-ю Санкт-Петербургскую военную гимназию, а с 15 марта 1868 года по 13 мая 1870 года был инспектором классов Петровской Полтавской военной гимназии.
В последующем он занимал директорские должности: сначала исправлял должность начальника Ярославской военной прогимназии (до 1875), затем — Оренбургской военной прогимназии. С 30 августа 1885 года — генерал-майор.
В августе 1887 года был назначен директором 2-го Оренбургского кадетского корпуса, а 10 августа 1891 года — директором Псковского кадетского корпуса, откуда и вышел в отставку в 1902 году; генерал-лейтенант с 26 мая 1899 года.
Скончался в 1912 году.
Был женат и имел 7 детей.

## Награды
- орден Св. Станислава 2-й ст. (1871)
- орден Св. Владимира 4-й ст. (1873)
- орден Св. Анны 2-й ст. (1878)
- орден Св. Владимира 3-й ст. (1882)
- орден Св. Станислава 1-й ст. (1889)
- орден Св. Анны 1-й ст. (1894)
- орден Св. Владимира 2-й ст. (1898)